# El manantial de la noche

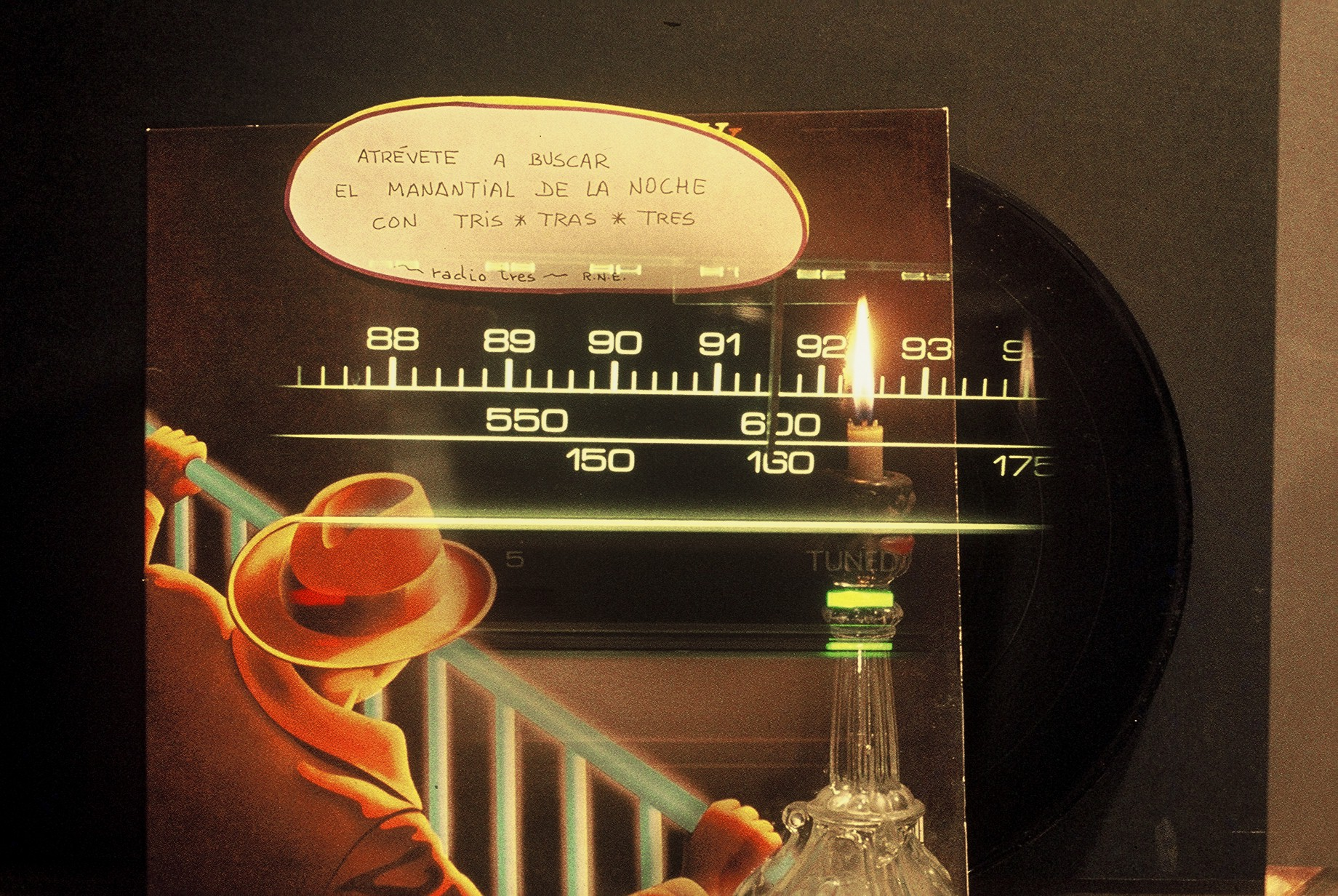
Logo fotográfico construido por Nano Sáenz de Heredia, miembro del cuadro de actores de Tris Tras Tres.

El manantial de la noche es un radio-cómic que se emitió en el espacio Tris Tras Tres de Radio 3 entre los años 1981 y 1987. Escrito y realizado por Fernando Luna, a partir de una idea original de Carlos Faraco. En el diseño inicial participó también José Luis Troyano, y de una manera más testimonial y anecdótica, la periodista Alicia Montano. 
Con un formato entre el cuento radiofónico y el serial iconoclasta, los episodios, cuñas, canciones y "microguindas" se emitían generalmente sin previo aviso y sin solución de continuidad. Dentro del caos mágico de Tris Tras Tres, cumplían el doble objetivo de coger por sorpresa al oyente y convertirle en adicto de un producto radiofónico esencialmente contrario a cualquier tipo de adicción, es decir: anárquico, fortuito y lúdico.
Paralelamente (en sintonía con ese espíritu), su línea argumental se desarrollaba en cuatro mundos diferentes e independientes en el espacio y el tiempo, y cuya única conexión eran una misteriosa referencia a un incierto manantial de la noche y la perturbadora y siniestra relación que existía entre ese supuesto "lugar" y un camaleónico quinto personaje: el Escorpión, paradigma del Espíritu de la Destrucción. Aunque nunca quedó claro, se trataba, al parecer, de que cuatro antihéroes (los denominados Héroes del Manantial de la Noche), lo encontrasen (el manantial), antes de que lo hiciera el tal Escorpión, para defenderlo de él, protegerlo o salvarlo. Fieles a la filosofía de Tris Tras Tres, el guionista y el director del programa consiguieron que, a pesar de permanecer en antena durante siete años, ni el Escorpión ni los Héroes consiguieran vislumbrar tan fabuloso Manantial.

## Los Héroes del Manantial de la Noche
- Artemio Espada Clark, navegante espacial de perfil filosófico-poético-cómico que, acompañado por su robot-escudero XL37Glu, viajaba a través del espacio en su velero solar "Ovnichento II" en busca del Manantial de la Noche,[nota 2] supuestamente localizado en la Galaxia Julia.[1][2] Entre los personajes mágicos con que topaba el héroe galáctico estaban algunos tan sugerentes como la Muchacha de las Sandalias Doradas, más allá de la constelación PK-4.

- Guillermo Estrella, caballero andante de corte tradicional, oriundo de Rodrigatos de Obispalia, a lomos de su viejo y místico jamelgo "Lejanía" y acompañado por "Chuti", su fiel perro-escudero.[3] En el curso de sus andanzas en pos del Manantial de la Noche, héroe y compañía vivieron quijotescas aventuras en Madrizguera de las Altas Cortes, enfrentamientos con los Hombres de las Arenas y singulares pasajes oníricos como El sueño de Lejanía.

- Manuel Montano, detective marginal y entrañablemente cutre, dueño de una "moto-vespa" con sidecar, protagonista de hilarantes diálogos filosóficos con su amigo Pesca (el pescailla, ratero de profesión), habitual jugador de mus en la Taberna de Freddi y eterno enamorado de Ruiseñor-que-Duerme-en-la-Palma-de-mi-Mano (su novia china).

- Lola Calderón, interpretada por la actriz del cuadro de actores de RNE, Lourdes Guerras, dando vida a una educadora con espíritu aventurero que, respondiendo a claves propias de superhéroes, combinaba sus ensoñaciones nocturnas junto a su gato "Asmodeo", con vertiginosos viajes y aventuras de inevitable sensualidad.

### Cuadro de actores

#### En el serial de Artemio Espada Clark
| personaje               | características            | locución               |
| ----------------------- | -------------------------- | ---------------------- |
| Artemio                 | navegante (héroe)          | Carlos Faraco          |
| XL-37-glú               | robot humanista            | O.S.                   |
| Holandés errante        | navegante                  | Eduardo MacGregor      |
| Pk-2                    | piloto loco                | Terry Burgoyne         |
| Pez plátano             | fauna onírica              | Nano Sáenz de Heredia  |
| Galaxia Julia           | galaxia                    | E.E. (Lourdes Guerras) |
| (narradores auxiliares) |                            | Josefina y Luis Alonso |
| El Escorpión            | espíritu de la destrucción | Rafael Taibo           |

#### En el serial del Caballero de la Estrella
| Personaje                         | características                       | locución                |
| --------------------------------- | ------------------------------------- | ----------------------- |
| Guillermo de la Estrella          | caballero andante                     | Carlos Faraco           |
| "Chuti"                           | perro perdiguero                      | O.S.                    |
| "Lejanía"                         | jamelgo viejo                         | O.S.                    |
| Princesa Cantarina                | una Dulcinea                          | Mercedes de Prado       |
| Joshe de Inta                     | pintor de Estelasbrumas               | José Miguel Hurtado     |
| Muchacha de las sandalias doradas | Princesa de los Hombres de las Arenas | Genevieve Honhon        |
| Vilvoel Sagüaz                    | escuderillo del Caballero del Puente  | B. José Faraco          |
| Valinor                           | elfo-hada                             | Cordelia Naismith       |
| Dahnfar                           | aprendiz de elfo                      | Dani "El Finlandés"     |
| Sir Richar                        | alcalde de Madrizguera                | Ricardo Hernández Calvo |
| El Escorpión                      | espíritu de la destrucción            | Rafael Taibo            |

#### En el serial de Manuel Montano
| Personaje              | características                    | locución                   |
| ---------------------- | ---------------------------------- | -------------------------- |
| Manuel Montano (héroe) | detective privado                  | Carlos Faraco              |
| "Pesca"                | ratero                             | Alberto Sánchez            |
| Ruiseñor               | novia de Montano                   | Paz Piñel                  |
| Sargento Boticario     | policía                            | Paco Cortés                |
| Zazo López             | tahúr del mus                      | Tonino López Guitián       |
| Buffrey el Rata        | prestamista                        | Pedro Matamorón            |
| Thee fingers           | chamarilero                        | Fernando Luna              |
| Concha                 | vecina de vida nocturna            | Blanca Gala                |
| La portera             | (de la casa-oficina del detective) | Encarna Martínez Montalbán |
| El Escorpión           | espíritu de la destrucción         | Rafael Taibo               |

#### En el serial de Lola Calderón
| Personaje               | características                     | locución         |
| ----------------------- | ----------------------------------- | ---------------- |
| Lola Calderón (heroína) | educadora y viajera                 | Lourdes Guerras  |
| "Asmodeo"               | gato casero                         | O.S.             |
| Doña Flor               | meretriz galaica                    | Pepa Moreno      |
| Mr. Chungon             | gerente de la Scorpion Travels & Co | O.S.             |
| Miss Ing                | institutriz                         | Camila Hessel    |
| Bantoo                  | indígena                            | Carlos Faraco    |
| Dr. Livingston          | explorador                          | Alberto Oliveras |
| Isadora D'un Can-Can    | aventurera                          | Carmen Maura     |
| El Escorpión            | espíritu de la destrucción          | Rafael Taibo     |

## De la radio al cómic
Miguelanxo Prado, autor de cómics y ambiciosas obras de animación, creador del personaje Xabarín para la serie homónima de la TVG, puso imágenes al mundo de Manuel Montano tras tomar contacto con Fernando Luna y crear con el guionista de los Héroes del Manantial el cómic "Manuel Montano. El Manantial de la Noche", publicado inicialmente en historietas en la revista Cairo de Norma Editorial, en 1988.